# Žale

Zentralfriedhof Žale, Haupteingang (Jože Plečnik 1940)

Der Zentralfriedhof Žale (Centralno pokopališče Žale), oft  abgekürzt als Žale, ist der größte Friedhof und Zentralfriedhof in Ljubljana. Er liegt im Bezirk Bežigrad. Der Friedhof wurde zum nationalen slowenischen Kulturdenkmal erklärt und trägt das Europäische Kulturerbe-Siegel. Seit 2021 ist der Plečnik Žale Friedhof (Abschnitt C des Gesamtfriedhofs) Teil der Weltkulturerbestätte Die Werke von Jože Plečnik in Ljubljana – am Menschen orientierte Stadtgestaltung.

## Geschichte
Der Friedhof wurde 1906 um die Heilig-Kreuz-Kirche herum gebaut. Die erste Beisetzung erfolgte am 3. Mai des gleichen Jahres, als der Priester Martin Malenšek vom alten Navje-Friedhof hierher umgebettet wurde. Während des Ersten Weltkrieges wurden viele gefallene Soldaten aller Kriegsparteien in Žale beigesetzt, jedoch nur römisch-katholische Christen, während Protestanten, Juden und Moslems in Navje beerdigt wurden. 1923 gestatteten die Behörden Juden und Moslems ebenfalls, in Žale beigesetzt zu werden, allerdings nur außerhalb der Friedhofsmauer.
1931 wurde der neue Teil (Teil B) des Friedhofes eröffnet. Hier entstand ein italienischer Militärfriedhof, und viele italienische Soldaten wurden vom A-Teil in den B-Teil umgebettet. Im gleichen Jahr wurde auch ein jüdischer Friedhof auf dem Gelände angelegt, er war jedoch vom Hauptteil durch einen Zaun getrennt. 1939 wurde nach einem Entwurf des Architekten Edvard Ravnikar das Ossarium für die Gebeine von 5258 Opfern des Ersten Weltkrieges errichtet.
Mit dem Wachstum der Stadt Ljubljana stieg auch der Bedarf an Grabstätten. In den 1930er Jahren wurde der Friedhof zum Zentralfriedhof von Ljubljana und die Planungen für seine Vergrößerung begannen. Da der Plan des Architekten Ivo Spinčič nicht den Beifall der Behörden fand, wurde 1936 ein neuer Entwurf durch den Architekten Jože Plečnik erstellt; der neue Teil C, der Plečnik Žale Friedhof, wurde 1940 fertiggestellt.
Mit dem Bau des Žale-Krematorium im Jahr 1968 wurden auch Urnenbeisetzungen möglich. 1974 wurde der Friedhof mit der Einrichtung des C-Teiles durch den Architekten Peter Kerševan weiter vergrößert. 1988 eröffnete der D-Teil (Nove Žale, dt.: Neu Žale), entworfen von Marko Mušič.
Im Jahr 2008 maß der Friedhof 375,000 m² und beinhaltet die Teile  A, B und C rechts der Tomačevo-Straße, und den Teil D links der Straße. Der fünfte Teil des Friedhofes, der Plečnik Žale, wird nicht mehr für Beisetzungen genutzt, sondern für Trauerfeiern und entsprechende Friedhofs-Aktivitäten. Mehr als 150.000 Menschen wurden bisher in Žale beigesetzt.

## Prominente
Etwa 2000 Prominente sind auf dem Friedhof Zale beigesetzt, darunter:
- Fran Albreht, Autor, Verleger und Politiker
- Vera Albreht, Dichterin
- Vladimir Bartol, Schriftsteller
- Ivan Cankar, Autor und politischer Aktivist
- Fran Saleški Finžgar, Schriftsteller und Priester
- Rihard Jakopič, Maler
- Davorin Jenko, Komponist, der auch die serbische Nationalhymne komponierte
- Edvard Kardelj, Kommunistischer Führer
- Dragotin Kette, Dichter
- Edvard Kocbek, Dichter, Essayist und Politiker
- Uroš Krek, (1922–2008), Komponist und Hochschullehrer
- Janez Matičič (1926–2022), Komponist, Dirigent, Pianist und Hochschullehrer
- Josip Murn Aleksandrov, Dichter
- Lili Novy, Dichterin
- Leonid Pitamic, Jurist
- Jože Plečnik, Architekt
- Matej Sternen, impressionistischer Maler
- Gregor Strniša, Lyriker
- Rudi Šeligo, Schriftsteller, Politiker
- Pavel Šivic, Komponist und Pianist
- Ivan Šusteršič, Politiker
- Vilko Ukmar, Komponist, Musikwissenschaftler und Hochschullehrer
- Josip Vidmar, Literaturkritiker, Politiker
- Milan Vidmar, Elektroingenieur, Schachspieler und  Buchgelehrter (Theoretiker)
- Angela Vode, Pädagogin, Feministin, Menschenrechtsaktivistin
- Vitomil Zupan, Schriftsteller
- Gregor Žerjav, Politiker
- Oton Župančič, Dichter